# Шаахмукхіі
Шаахмукхіі — місцевий варіант арабського листа, який спочатку використовувався для запису текстів на урду. Шахмукхі був введений за могольського імператора Шах-Джахана. В основі шахмукхи лежить почерк керманич. З середини XX століття шахмукхі використовується для запису панджабі в Пакистані та деяких частинах Індії. Панджабці-немусульмани, особливо сикхи, використовують для запису алфавіт гурмукхі.
Напрямок листа – справа наліво.